# Frenchella russula
Frenchella russula är en skalbaggsart som beskrevs av Britton 1959. Frenchella russula ingår i släktet Frenchella och familjen Melolonthidae. Inga underarter finns listade i Catalogue of Life.